# Glossocratus sulcatus
Glossocratus sulcatus är en insektsart som beskrevs av Franz Xaver Fieber 1866. Glossocratus sulcatus ingår i släktet Glossocratus och familjen dvärgstritar. Inga underarter finns listade i Catalogue of Life.